# Охлювоядна каня
Охлювоядната каня (Rostrhamus sociabilis) е вид птица от семейство Ястребови (Accipitridae), единствен представител на род Rostrhamus.

## Разпространение и местообитание
Разпространен е в Аржентина, Белиз, Боливия, Бразилия, Венецуела, Гватемала, Гвиана, Еквадор, Колумбия, Коста Рика, Куба, Мексико, Никарагуа, Панама, Парагвай, Перу, САЩ, Суринам, Тринидад и Тобаго, Уругвай, Френска Гвиана и Хондурас.